# هوارد فاولر
هوارد فاولر (بالإنجليزية: Howard Fuller) هو مدافع عن الحقوق المدنية أمريكي، ولد في 14 يناير 1941 في شريفبورت في الولايات المتحدة.